# Lea Marlen Woitack
Lea Marlen Woitack (* 29. März 1987 in Hannover) ist eine deutsche Schauspielerin.

## Leben und Karriere
Bereits mit 12 Jahren trat sie als Tochter des Ganovenkönigs im gleichnamigen Theaterstück von Ad de Bont unter der Regie von Martina van Boxen in der Theaterwerkstatt Hannover auf.
Von 2007 bis 2011 studierte Woitack Schauspiel an der Bayerischen Theaterakademie August Everding im Münchner Prinzregententheater.
Neben dem Studium übernahm sie einige Theaterengagements, so trat sie 2009 im Metropoltheater München in dem Stück Manderlay auf, außerdem in Dogville, wobei sie auch am Gastspiel auf dem „International Arts Festival“ in Shanghai teilnahm. Des Weiteren spielte sie 2010 in Der Alptraum vom Glück am Stadttheater Oblomow München mit, welches erneut vom Regisseur Jochen Schölch inszeniert wurde. Weitere Bühnenerfahrung sammelte Woitack im Theater-Tanz-Projekt des Akademietheaters Private War und auf der Freilichtbühne der Alten Münze München in Hoffmanns Bekenntnisse.
Während ihres Absolventenvorsprechens im November 2010 war die Castingdirektorin der Bavaria Fernsehproduktion Silke Klug-Bader anwesend, die sie später zu einem Vorsprechen für eine Rolle in Sturm der Liebe einlud und ihr letztendlich dafür eine Zusage erteilte. Von August bis Oktober 2011 war Woitack in der ARD-Telenovela Sturm der Liebe als Deborah Ann Williams zu sehen. Von März 2014 bis Februar 2019 spielte sie in der RTL-Soap Gute Zeiten, schlechte Zeiten als Sophie Lindh eine der Hauptrollen. Gastrollen spielte sie unter anderem in Kommissarin Lucas, Küstenwache, Kripo Holstein – Mord und Meer sowie im Kinofilm Da geht noch was. Seit November 2024 (Folge 4058) spielt sie in der ARD-Telenovela Rote Rosen die Rolle der Svenja Jablonski, die Protagonistin der 23. Staffel.
Seit dem Sommersemester 2022 lehrt sie als Professorin für Schauspiel an der Hochschule Macromedia München.
Woitack lebt in Berlin. Neben ihrer Muttersprache Deutsch spricht sie auch Englisch und Spanisch.

## Theater
- 1999: Tochter des Ganovenkönigs – Theaterwerkstatt Hannover
- 2006: Großes Herz & ich – Theater Henze & Co. Asendorf
- 2009: Manderlay – Metropoltheater München
- 2009: Dogville – Metropoltheater München
- 2010: Der Alptraum vom Glück – Stadttheater Oblomow München
- 2010: Private War (Theater-Tanz-Projekt) – Akademietheater im Prinzregententheater München
- 2010: Hoffmanns Bekenntnisse – Freilichtbühne Alte Münze München
- 2012: The Fairy Queen – Theater St. Gallen

## Filmografie
- 2011: Kommissarin Lucas – Gierig
- 2011: Sturm der Liebe (Fernsehserie, 53 Folgen)
- 2013: Da geht noch was
- 2013: Kripo Holstein – Mord und Meer – Um Kopf und Kragen
- 2014: Küstenwache (Fernsehserie, 1 Folge)
- 2014–2019: Gute Zeiten, schlechte Zeiten (Fernsehserie)
- 2019: Familie Dr. Kleist (Fernsehserie, 1 Folge)
- 2020: Die Heiland – Wir sind Anwalt (Fernsehserie, 1 Folge)
- 2020: SOKO München (Fernsehserie, 1 Folge)
- 2021: Jaguar (Fernsehserie, 1 Folge)
- 2023: Then you Run (Fernsehserie, 4 Folgen)
- seit 2024: Rote Rosen (Fernsehserie)